# Калист Мелнишки
Калист (на гръцки: Κάλλιστος) е православен духовник, мелнишки митрополит от втората половина на XIV век. Преди да заеме катедрата в Мелник е проигумен на светогорския манастир Хилендар. Умира през май 1371 година и е наследен от Спиридон, бъдещ печки патриарх.